# Адемар (князь Салерно)
Адемар (лат. Ademarius; умер в 861) — князь Салерно в 853—861 годах. Сын узурпатора Петра, сместившего законного князя Сико.

## Биография
Адемар был непопулярным правителем. В его правление граф Капуи Ландо I добился фактической независимости от Салернского княжества. В 858 году Адемар был вынужден просить помощи у герцога Гвидо I Сполетского, потребовавшего за это долину Лири. В 859 году армия Салерно и его союзников Неаполя и Амальфи была разбита Ландо II, сыном и наместником больного Ландо I. В 861 году в результате восстания Адемар был свергнут, заключён в темницу и ослеплён. Следующим князем стал Гвефер — представитель местной знатной фамилии Дауфериди.